# Gonatocerus anomocerus
Gonatocerus anomocerus är en stekelart som beskrevs av Crawford 1913. Gonatocerus anomocerus ingår i släktet Gonatocerus och familjen dvärgsteklar. Inga underarter finns listade i Catalogue of Life.